# Upeneus moluccensis
Upeneus moluccensis är en fiskart som först beskrevs av Bleeker, 1855.  Upeneus moluccensis ingår i släktet Upeneus och familjen mullefiskar. Inga underarter finns listade i Catalogue of Life.

## Bildgalleri

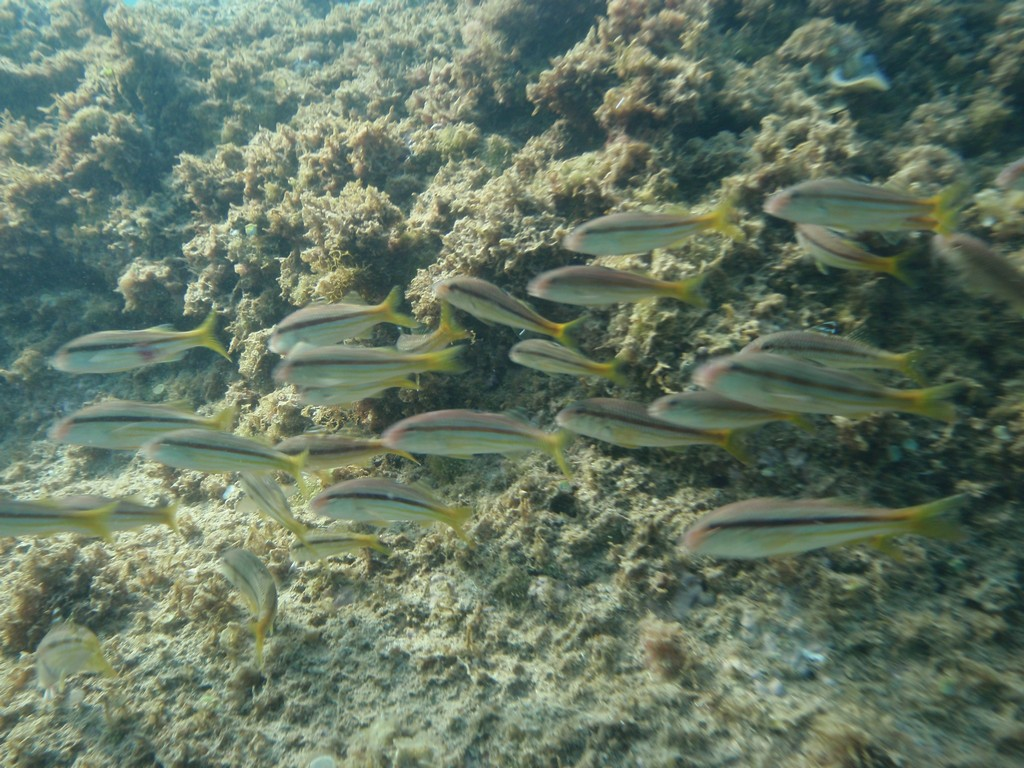